# Как быть любимой
«Как быть любимой» (пол. Jak być kochaną) — фильм польского режиссёра Войцеха Хаса по произведению Казимежа Брандыса. Национальная кинопремия.

## Сюжет
Во время полёта на авиалайнере героиня вспоминает о своей юности.
1939 год. Начинающая театральная актриса Фелиция (Барбара Краффтувна) влюблена в «звезду» театра — Виктора Равича (Цыбульский). Но тут начинается война, немцы вторгаются в Польшу… Как сберечь любовь, когда на волоске жизнь?
Фелиция укрывает Равича от полицаев. Он несколько лет живёт в её доме, никуда не выходя, прячась даже от самого себя. Для него такая жизнь нестерпима, но Фелиция готова на все ради любимого. Ради его спасения она жертвует даже собственной честью. Однако как только немцы уходят, непосредственная опасность для Равича минует, он уходит от Фелиции.
Польшу освободили от немцев, но в страну пришли новые порядки. За сотрудничество с немецкими оккупантами Фелиции запретили пять лет играть в театре. Но она справится и с этой бедой: будет выступать на радио и всё равно добьется своего. А Виктор… он так и не находит себя. Что его ждет? Женщины, вино, творческая нереализованность… и в конце концов — самоубийство.
Фелиция — уже зрелая женщина, известная актриса. Она любима многими. И все же — как быть любимой? — вот тот вопрос, которым она задается.

## В ролях
- Барбара Краффтувна — Фелиция
- Збигнев Цыбульский — Виктор Равич
- Венчислав Глинский — американский бактериолог встреченный в самолёте
- Артур Млодницкий — Томаш
- Веслав Голас — немецкий солдат
- Калина Ендрусик — девушка в кафе
- Мечислав Павликовский — мужчина в кафе
- Кшиштоф Литвин — студент в кафе
- Юзеф Перацкий — учитель в кафе
- Ирена Нетто — жена учителя в кафе
- Тадеуш Плюциньский — немец в кафе
- Витольд Скарух — актёр в кафе
- Здзислав Тобяш — немец проверяющий документы
- Зофья Ямры — официантка
- Мирослава Краевская — монахиня Ноэля
- Ирена Орская — редактор в радиостудии
- Ядвига Скупник — девушка в радиостудии приносящая письма для Фелиции
- Веслава Квасьневская — фоторепортёр
- Тадеуш Калиновский — актёр Петерс